# 俄罗斯村社
俄罗斯村社（羅馬化：obshchina），又称俄国农村公社（简称公社或俄国公社）或米尔（俄语：мир），是俄罗斯19世纪后半叶形成的一种由农民组成的自然村落，与俄罗斯帝国时期的农场。它是由前农奴或国有农民及其后代组成的社区，通常都定居在一个村庄。有时一个村庄包括一个以上的米尔。偶尔也有几个村庄合并成一个米尔的情况。其土地所有权归属米尔，而不属于个别农民。米尔成员有权在某种统一的基础上分配得到相应的土地。未经米尔首领同意，不得出售或遗赠所持土地。作为集体所有制的结果，米尔有权不时在其组成家庭之间重新分配土地，其主要是针对家庭而不是个人。 农民有权获得财产，但无权获得特定财产并自由处置。